# Olympische Winterspiele 1998/Teilnehmer (Israel)
| Gelbes Symbol für Goldmedaillen mit stilisierten Olympischen Ringen | Graues Symbol für Silbermedaillen mit stilisierten Olympischen Ringen | Braundes Symbol für Bronzemedaillen mit stilisierten Olympischen Ringen |
| ------------------------------------------------------------------- | --------------------------------------------------------------------- | ----------------------------------------------------------------------- |
| —                                                                   | —                                                                     | —                                                                       |

Israel nahm bei den Olympischen Winterspielen 1998 zum zweiten Mal an Olympischen Winterspielen teil. Es wurden drei Athleten entsandt, die im Eiskunstlauf antraten. Fahnenträger bei der Eröffnungsfeier war der Eiskunstläufer Michael Shmerkin.

## Übersicht der Teilnehmer

### Eiskunstlauf
Herren:
- Michael Shmerkin
18. Platz

Eistanz:
- Galit Chait, Sergei Sachnowski
14. Platz